# Ionela Loaieş
Ionela Loaieş (Comăneşti, 1 de fevereiro de 1979) é uma ex-ginasta romena que competiu em provas de ginástica artística pela nação.
Loaieş é a detentora de uma medalha olímpica, conquistada nos Jogos de Atlanta em 1996. Na ocasião, a ginasta saiu-se medalhista de bronze, em prova conquistada pelo time estadunidense de Shannon Miller. Em campeonatos mundiais arquiva ainda uma medalha de ouro no evento por equipes, conquistada no Campeonato de Dortmund em 1994.